# Edward Soczewiński
Edward Soczewiński (ur. 4 września 1928 w Lublinie, zm. 12 grudnia 2016 tamże) – polski chemik, profesor nauk chemicznych, specjalizujący się w teorii chromatografii.

## Życiorys
W 1942 roku ukończył powszechną szkołę siedmioklasową, a następnie podjął naukę w prywatnej Chemieschule, utworzonej przez ukraińskiego chemika. Szkołę tę przekształcono w Gimnazjum i Liceum Technologiczno-Chemiczne, które ukończył w 1948 roku. Następnie rozpoczął studia chemiczne na Uniwersytecie Marii Curie-Skłodowskiej w Lublinie (UMCS), które ukończył w 1952 roku.
Po studiach podjął pracę jako asystent w Zakładzie Chemii Fizycznej UMCS oraz Zakładzie Chemii Nieorganicznej Akademii Medycznej w Lublinie, którymi kierował profesor Andrzej Waksmundzki. W 1957 roku awansował na stanowisko adiunkta.
W 1960 roku obronił dysertację doktorską Zdolność rozdzielcza w chromatografii elektrolitów organicznych na buforowanej bibule. 3 lata później, po stażu w Instytucie Chemii Organicznej i Biochemii Uniwersytetu w Sztokholmie, obronił pracę habilitacyjną pt. Współczynniki RM i RF w niektórych wieloskładnikowych układach dwufazowych chromatografii podziałowej. Rok później awansował na stanowisko docenta.
Od 1964 do 1998 roku kierował Katedrą Chemii Nieorganicznej i Analitycznej Akademii Medycznej w Lublinie (obecnie Katedra Chemii). Od 1970 roku pracował na stanowisku profesora nadzwyczajnego, a w 1978 roku uzyskał tytuł naukowy profesora. W roku 1998 Akademia Medyczna w Lublinie nadała mu tytuł doktora honoris causa.
Autor blisko 300 prac naukowych, współautor 4 książek. Promotor 15 prac doktorskich, ponad 200 prac magisterskich. Był członkiem Komitetu Chemii Analitycznej Polskiej Akademii Nauk i przewodniczącym Komisji Analizy Chromatograficznej tego komitetu.
Prywatnie był numizmatykiem, posiadaczem wielotematycznej kolekcji numizmatycznej, byłym prezesem Zarządu Oddziału Lubelskiego Polskiego Towarzystwa Archeologicznego i Numizmatycznego.

## Wybrane osiągnięcia
Głównym tematem prac Edwarda Soczewińskiego była teoria procesów chromatograficznych. Wyprowadził wzór na zależność retencji chromatograficznej od składu dwuskładnikowej fazy mieszanej, znany jako równanie Soczewińskiego-Wachtmeistera. Dalsze badania doprowadziły do sformułowania teorii adsorpcji na adsorbentach polarnych, znanej obecnie jako model/równanie Snydera-Soczewińskiego. Wspólnie z Tadeuszem Dzido opracowali teflonową komorę poziomą do chromatografii cienkowarstwowej.

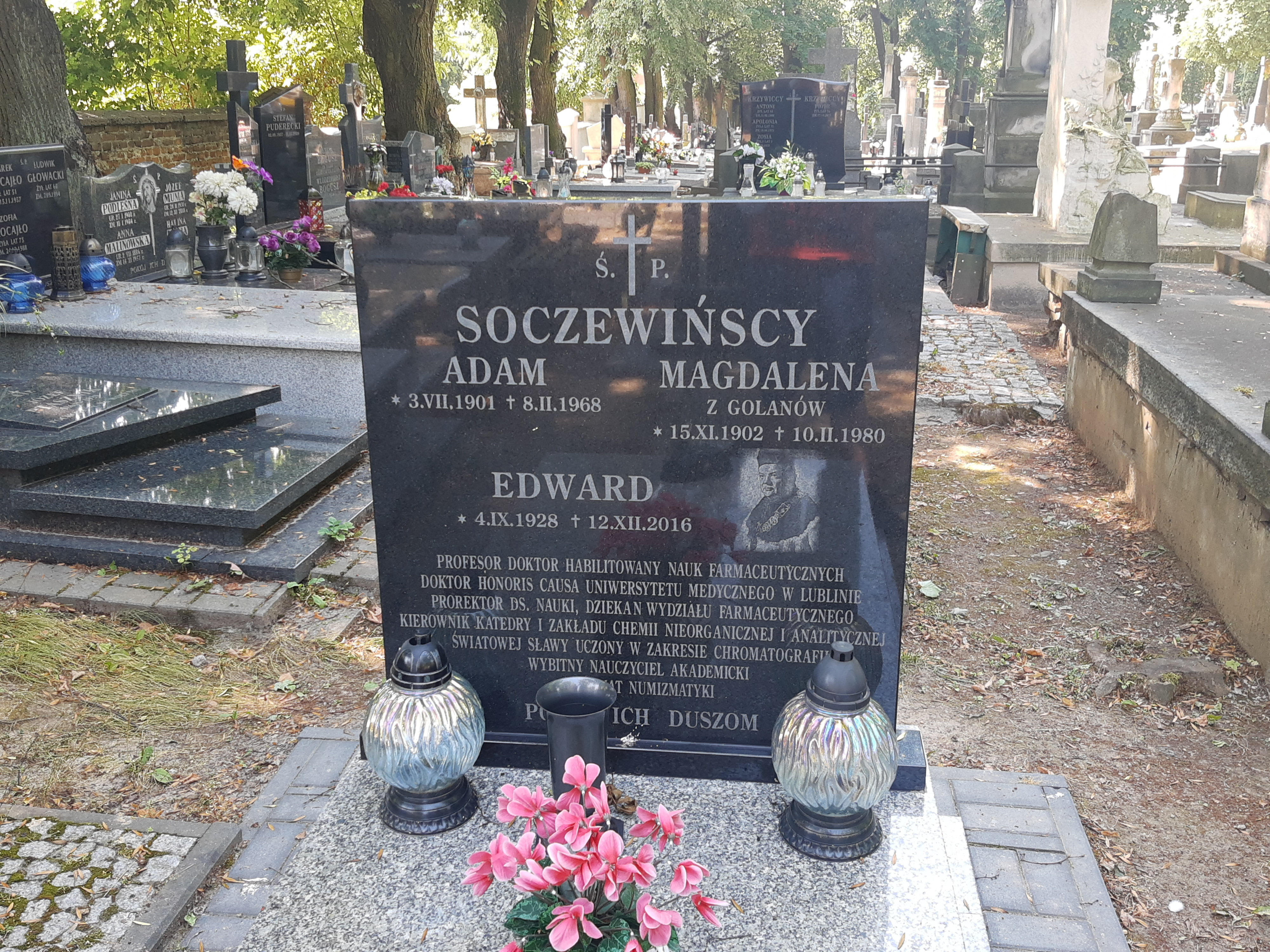
Grób prof. Edwarda Soczewińskiego na cmentarzu przy Lipowej w Lublinie

## Nagrody i odznaczenia
- Krzyż Kawalerski Orderu Odrodzenia Polski
- Krzyż Oficerski Orderu Odrodzenia Polski[8]
- Złoty Krzyż Zasługi
- Odznaka honorowa „Za wzorową pracę w służbie zdrowia”
- „Odznaka „Zasłużony Działacz Kultury”
- Zasłużony dla Lubelszczyzny
- Zasłużony dla miasta Lublina (srebrna)
- medal Rosyjskiego Towarzystwa im. M.S. Cwieta „Za zasługi dla rozwoju chromatografii”
- medal Akademii Medycznej w Lublinie
- medal Ignacego Łukasiewicza